# James Rene
James Rene (* 2. Februar 1986 in Cap-Haïtien) ist ein haitianischstämmiger Fußballspieler und -trainer aus den Turks- und Caicosinseln.

## Karriere

### Verein
Rene wurde im Jahr 2014 Meister mit AFC Academy, in der folgenden Saison konnte der Titel verteidigt werden. Zu Beginn der Saison 2016 übernahm er bei dem 2015 gegründeten Verein Full Physic FC den Posten des Spielertrainers und führte den Club zu einem respektablen zweiten Platz.

### Nationalmannschaft
Bei der Qualifikation zur WM 2014 kam er erstmals gegen die Bahamas zum Einsatz. Am 30. Mai 2014 spielte Rene bei der Qualifikation zum Gold Cup 2015 gegen Aruba. Ebenfalls im Einsatz war er beim 2:0-Sieg gegen die Fußballnationalmannschaft der Britischen Jungferninseln am 3. Juni 2014.

## Erfolge
- Meister der Provo Premier League: (2)
  - 2014, 2014/15